# 노키아 808 퓨어뷰

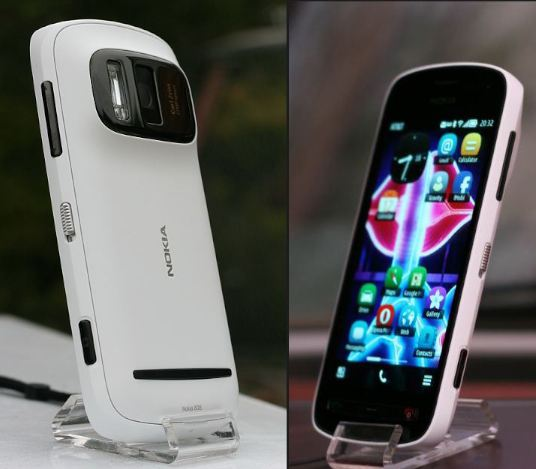
노키아 808 퓨어뷰

노키아 808 퓨어뷰(Nokia 808 PureView)는 2012년 2월 27일 모바일 월드 콩그레스에서 처음 공개된 심비안 OS 기반 스마트폰이다. 전체 해상도로 촬영한 이미지를 저해상도 사진으로 줄여 더 높은 선명도와 감광도를 구현하고 무손실 디지털 줌을 구현하는 픽셀 오버샘플링 기술인 노키아의 퓨어뷰 프로(PureView Pro) 기술을 탑재한 최초의 스마트폰이다. 2012년 5월 출시 당시 가장 발전된 카메라폰 중 하나였다.
노키아 808은 41MP 1/1.2인치(10.67 × 8mm) 센서와 고해상도 f/2.4 자이쓰 완전 비구면 1군 렌즈를 갖추고 있다. 808의 센서는 출시 당시 카메라폰에 사용된 센서 중 가장 큰(일반 컴팩트 카메라보다 4배 이상 더 큰) 센서였으며, 이전 기록은 노키아의 N8과 2014년 9월 기준 파나소닉 루믹스 CM1이 보유하고 있는 기록이다. 센서의 해상도는 아너뷰(Honor View) 20이 48MP 센서와 함께 출시된 2019년 1월까지 카메라폰에 사용할 수 있는 최고 수준을 유지했다.
2023년 기준, 더 큰 1인치 센서와 AI 처리에도 불구하고 최신 카메라폰은 적어도 대낮에는 노키아 퓨어뷰 808보다 더 나은 해상도를 제공할 수 없다.
808은 모바일 월드 콩그레스 2012에서 "Best New Mobile Handset, Device or Tablet" 상을 받았으며 테크니컬 이미지 프레스 협회(Technical Image Press Association)에서 2012년 최고의 이미징 혁신상을 받았다. 또한 디지털 포토그래피 리뷰(Digital Photography Review)에서 금상을 받았다.
2013년 1월 24일 노키아는 808 프리뷰가 마지막 심비안 스마트폰임을 공식적으로 확인했다. 2013년 7월, 노키아는 노키아의 최신 제품에 공통적으로 사용되는 윈도우 폰 운영 체제를 실행하는 후속 제품인 루미아 1020을 출시했다.